# Кръстосани прави
Всеки две прави в пространството, които не лежат на една равнина, се наричат кръстосани.

## Ъгъл между две кръстосани прави
Ъгъл между две кръстосани прави {\displaystyle a} и {\displaystyle b} се нарича ъгълът между {\displaystyle a} и {\displaystyle b}1, където {\displaystyle b}1 е права, успоредна на {\displaystyle b}, минаваща през точка {\displaystyle M}, лежаща върху {\displaystyle a}.

### Перпендикулярни кръстосани прави
Две кръстосани прави се наричат перпендикулярни, ако ъгълът, който слючват, е прав.

## Трансверзала
Трансверзала се нарича всяка отсечка, чиито краища лежат на две кръстосани прави. Всяка двойка кръстосани прави има безбройно много трансверзали.

### Разстояние между две кръстосани прави
От всички трансверзали на две кръстосани прави, точно една е перпендикулярна едновременно и на двете. Тя е най-късата от всички и се нарича разстояние между кръстосаните прави или ос-отсечка.

## Примери
Типичен пример за кръстосани прави e двойката ръбове на паралелепипед със стандартни означения AB-A1D1. Кръстосани са и диагоналите BC1-DA1.